# Герзанич, Дарья Владимировна
Герзанич, Дарья Владимировна (род. 25 марта 1998, Астрахань) — российская ватерполистка, чемпионка Европейских игр 2015 года в Баку, мастер спорта России.

## Личные результаты
- Чемпионка Первых Европейских Игр в Баку 2015

Астраханская спортсменка в финальном матче реализовала 3 точных броска в основное время и 2 пенальти. Всего Герзанич отличилась 18 раз в семи поединках.
Сборная России по водному поло в финале I Европейских игр обыграла сборную Испании. Основное время девушки завершили со счётом 10:10. Причём на последней минуте россиянки проигрывали одно очко, но за 38 секунд до окончания матча спортсменка сравняла счёт. В серии пенальти россиянки были сильнее (7:6). Решающий мяч забросила Герзанич.
Специальному корреспонденту портала TEAM RUSSIA-2016 Алексею Зубакову Дарья Герзанич прокомментировала игру так: «Соревнования прошли замечательно. Мы не потерпели ни одного поражения за весь турнир. И в финальной игре с командой Испании верили, что выиграем. Особую уверенность нам придавали болельщики, которые сидели на трибуне. Я была счастлива, когда забила решающие голы и показала, что русские не сдаются.

## Биография
Даша плавает с трех лет. Её родители тоже ватерполисты (Герзанич, Владимир Васильевич (род. 1964) — российский ватерпольный тренер и судья и Герзанич, Екатерина Вадимовна (род. 1972) — российско-казахстанская ватерполистка), и просто у неё не было выбора, куда пойти. Даша родом из Астрахани, но играет за клуб „Уралочка“ (Златоуст), так как именно в Златоусте хорошая школа водного поло, а также базируется все главное спортивное руководство по водному поло страны.